# 2020年11月

## 11月1日
- 摩尔多瓦舉行2020年總統選舉首輪投票。[1]
- 阿爾及利亞舉行修憲公投。[2]
- 巴基斯坦总理伊姆兰·汗宣佈他的政府已決定給予吉尔吉特-巴尔蒂斯坦臨時省級地位。[3]

## 11月2日
- 奥地利维也纳發生襲擊事件，包括枪手在内，至少有3人死亡，15人受傷。[4]
- 阿富汗喀布爾大學遭到槍手襲擊，造成至少35人喪生。[5]

## 11月3日
- 2020年美國大選進行投票。[6]
- 蚂蚁科技集团股份有限公司暫緩在上海和香港上市。[7]
- 象牙海岸獨立選舉委員會宣布阿拉薩內·瓦塔拉在2020年總統選舉取得連任。[8]
- 晚间，韩国军方在江原道分界线附近抓获一名试图越境男子，调查仍在进行中。[9]

## 11月5日
- 第三届中国国际进口博览会在中国上海举行[10]。
- 在被國際法院指控於科索沃戰爭期間犯下戰爭罪後，哈希姆·薩奇宣布辭去科索沃總統職務。
- 埃塞俄比亚提格雷州政府宣稱中央政府的戰機空襲該州首府默克萊周邊地區。[11]

## 11月6日
- 危地马拉上维拉帕斯省发生滑坡，造成大量死亡。

## 11月7日
- 民主黨候選人喬·拜登在大選中勝出，預計將當選為新一任美國總統。[12]
- 埃塞俄比亚联邦议会联邦院通过决议，废除提格雷州现有议会和行政机构，成立过渡政府，由过渡政府重新任命行政机构成员[13]。

## 11月8日
- 2019冠狀病毒病全球確診病例超過5,000萬。[14]
- 2019冠狀病毒病美国確診病例达1000萬。[15]
- 2020年緬甸議會選舉進行投票。[16]
- 隨著德國柏林布蘭登堡機場宣告啟用，在冷戰時期成為重要象徵的柏林-泰格爾奧托·利林塔爾機場結束商業航班任務。
- 統一7-ELEVEn獅在台灣大賽第七戰擊敗中信兄弟，拿下隊史第10座總冠軍[17]。
- 穿越横断山脉的川藏铁路雅安到林芝段开始动工。

## 11月9日
- 美国总统唐納·川普通过推特宣布解除国防部长馬克·埃斯柏的职务，委任克里斯托弗·米勒接任[18]。
- 秘魯總統马丁·比斯卡拉遭国会高票罢免，国会主席曼努埃尔·梅里诺就任临时总统。
- 辉瑞和BioNTech宣布他们共同研发的2019冠状病毒病疫苗BNT162有效率达90%[19]。

## 11月10日
- 亞美尼亞和亞塞拜然簽署停戰協議，前者放棄控制26年的納戈爾諾-卡拉巴赫周邊地區。
- 伊斯蘭恐怖組織伊斯蘭國在莫三比克北部地區足球場斬首殺害50人。

## 11月11日
- 新加坡民航局宣布与香港联合推出的“旅游气泡”计划将于11月22日起启动，双方每日限定200人到访，到访旅客无需接受14天隔离[20]。
- 全国人民代表大会常务委员会对香港立法会议员资格增加规定，禁止拒绝承认中华人民共和国、效忠香港政府的议员继续履行职责。其后香港政府宣布褫夺民主派议员杨岳桥、郭家麒、梁继昌和郭荣铿议员资格。除郑松泰和陈沛然外，民主派议员宣布以集体总辞回应[21]。
- 巴林首相哈利法·本·薩勒曼·阿勒哈利法在美國梅奧醫院醫院逝世，終年84歲。

## 11月12日
- 江苏苏宁易购2-1战胜广州恒大淘宝，获得2020年中国足球超级联赛冠军。[22]

## 11月13日
- 伍佩琴被任命為美國棒球大聯盟史上首位女性、首位亞裔的球隊總經理。
- 緬甸國務資政翁山蘇姬領導的全國民主聯盟在2020年議會選舉贏得過半數席次。
- 印度与巴基斯坦在印巴停火线附近激烈交火，造成10余人死亡[23]。
- 襲擊菲律賓呂宋等地區，造成至少71人死亡和50多人受傷。

## 11月15日
- 区域全面经济伙伴关系协定于11月15日通过视频会议的形式（主会场位于越南）正式签署。[24]
- 民众抗议后，上任仅六天的秘鲁总统曼努埃尔·梅里诺宣布辞职。[25]
- 美國太空運輸公司SpaceX的載人龙飞船C207成功從美國甘迺迪太空中心發射升空。
- 隸屬梅賽德斯AMG車隊的英國車手贏得2020年世界一級方程式錦標賽車手冠軍。
- 摩爾多瓦行動和團結黨候選人瑪亞·桑杜在2020年總統選舉中當選總統。

## 11月16日
- 大韓航空宣佈將會收購韓亞航空，預計收購後將成為全球十大航空公司。[26]

## 11月17日
- 台灣立法委員陳椒華宣誓就任時代力量第6任黨主席，任期至2021年3月1日。[27]

## 11月18日
- 美国联邦航空管理局有條件批准波音737 MAX復飛。[28]

## 11月19日
- 颶風艾奧塔襲擊中美洲和南美洲多個國家，造成至少43人死亡和40多人失蹤[29]。
- 中华民国国家通讯传播委员会否决中天新聞台执照續期请求，寰宇等电视台將竞争空出的频位资源[30]。
- 美國國家科學基金會宣布正式安排波多黎各阿雷西沃的阿雷西博天文台退役，並進行拆除工作。
- 政府正式公布國防軍軍人在2005年至2016年阿富汗戰爭期間犯下戰爭罪的調查報告。

## 11月20日
- 第27届亚太经济合作组织领导人非正式会议在11月20日以视频会议举行[31]。

## 11月21日
- 二十国集团领导人通过视频连线举行第15次领导人峰会。
- 大批民眾在首都發起抗議活動，並且焚燒部分議會建築。

## 11月22日
- 布基納法索舉行總統和議會選舉。[32]

## 11月23日
- 中华人民共和国贵州省人民政府宣布，贵州省最后9个贫困县正式去除“贫困县”称号。自此，中华人民共和国国务院认定的832个国家级贫困县全部“脱贫摘帽”，实现全国脱贫攻坚目标任务[33]。
- 美國聯邦總務署通知民主黨總統當選人喬·拜登準備正式啟動政權交接程序。

## 11月24日
- 中国探月工程的嫦娥五号探测器通过长征五号遥五运载火箭在文昌航天发射场成功发射，进入地月转移轨道，执行中华人民共和国的首次地外天体采样返回任务。
- 在首都爆發抗議活動後，危地马拉共和國議會宣布暫緩引發爭議的預算程序。
- 道琼斯工业平均指数收市指數首次突破30,000點。[34]

## 11月25日
- 阿根廷球星因心脏骤停去世，享年60岁。[35]
- 立陶宛總統吉塔納斯·瑙塞達正式任名無黨派人士因格麗達·希莫尼特為新任總理。
- 日本職業棒球隊福岡軟銀鷹在系列戰擊敗讀賣巨人，贏得2020年日本大賽冠軍。
- 在亞美尼亞部隊撤出後，阿塞拜疆軍隊依據2020年納戈爾諾-卡拉巴赫戰爭的停火協議進駐克爾巴賈爾區。

## 11月26日
- 已故巨星比·南利的妻子、马来西亚已故女明星莎罗马登上谷歌涂鸦[36]。

## 11月27日
- 伊朗國防和武裝部隊後勤部核計劃負責人穆赫辛·法克里扎德在首都德黑蘭附近遭遇刺殺身亡，終年62歲。

## 11月29日
- 英国政府确认英格兰北约克郡一火鸡场爆发高致病性H5N8禽流感。为防止疫病传播，养殖场的1.05万只火鸡全部被扑杀。[37]

## 11月30日
- 澳大利亚总理斯科特·莫里森要求中华人民共和国外交部就发言人赵立坚在Twitter转载澳大利亚国防军在阿富汗杀害儿童的政治讽刺漫画道歉。[38]